# International Cultivar Registration Authority
En International Cultivar Registration Authority (ICRA), på svenska internationellt sortregistreringsorgan är en organisation som är utsedd till att registrera namn på framodlade kultivarer (växtsorter) inom en grupp av växter. Gruppen är vanligen ett eller flera taxa, vanligen ett släkte. En ICRA skall se till att ett namn bara används om en sort. Den som tagit fram en växtsort skickar in en anmälan till en ICRA med understödjande dokumentation, och denna ICRA undersöker huruvida namnet använts förut, varefter namnet kan registreras. År 2022 finns 81 stycken ICRAs.

## Kultivarer
Kultivarer (växtsorter) skiljer sig från biologiska arter. Kultivarer har ingen eller liten variation; man förökar dem vegetativt eller så är de fröäkta, det vill säga fröna har samma arvsanlag som föräldraplantorna. En kultivar har alltså ett bestämt utseende och andra egenskaper; ofta är de kloner. Detta gör det möjligt och meningsfullt att registrera kultivarer.

## Utnämning till ICRA
En ICRA är inte en organisation enkom bildad för ändamålet, utan är en förut existerande organisation som ansöker om uppdraget att vara en ICRA hos International Society for Horticultural Science (ISHS), och tilldelas uppdraget av ISHS; även individer må ansöka. Närmare bestämt sköts detta av Commission for Cultivar Registration of the International Society for Horticultural Science.
Ett exempel är att American Rose Society är ICRA för släktet Rosa L. (rosensläktet). När man hänvisar till ”International Cultivar Registration Authority of Roses” (ICRAR) är det inte en organisation utan en funktion hos American Rose Society.

## Plikter för en ICRA
De självpåtagna plikter som en ICRA har är:
- upprätta listor över alla sorter (kultivarer) och grupper av sorter inom sitt taxon (eller taxa), vare sig sorterna odlas nu eller ej
- upprätta listor över alla sorters synonyma namn och handelsnamn
- upprätta listor över icke godtagbara sortnamn som används kommersiellt
- upprätta listor över sorter som icke anmälts för registrering, men allmänt används (det är växtodlarna som anmäler för registrering, inte registratorn som tar initiativet)
- hålla reda på vilka sortnamn som använts för fler än en sort, och avgöra vilken sort som har prioritet till namnet[2]

## Vad en ICRA inte gör
En ICRA har ingen lagreglerad funktion och kan inte framtvinga sortregistreringar. EN ICRA gör ingen egen bedömning av huruvida en sort är biologiskt skild från andra sorter. ICRA‑systemet är friviligt, icke lagstiftat, och ger inget lagligt skydd för sortnamn; sådant skydd sökes hos staters myndigheter för patent.